# Tipula turbida
Tipula turbida är en tvåvingeart som beskrevs av Alexander 1924. Tipula turbida ingår i släktet Tipula och familjen storharkrankar. Inga underarter finns listade i Catalogue of Life.